# Vímana
Vímana foi uma banda brasileira de rock progressivo da década de 1970 que contou com Ritchie (vocal e flauta), Lulu Santos (vocal e guitarra), Luiz Paulo Simas (teclados), Lobão (bateria) e Fernando Gama (baixo). No final dos anos 1970, o Vímana chegou a ensaiar com o tecladista suíço Patrick Moraz (ex-Yes), mas sua chegada levou a algumas tensões que terminaram por desfazer o grupo. 
O nome da banda foi ideia de Lulu Santos e significa "Carruagem dos Deuses" em sânscrito.

## História

### Formação e gravação do primeiro álbum
Originalmente a banda contava com Luiz Paulo Simas (teclados) e Candinho (bateria), vindos da banda Módulo 1000, Lulu Santos (guitarra e vocais) e Fernando Gama (baixo), ex-membros do Veludo Elétrico.
Com a saída de Candinho, em 1975, Lobão e Ritchie entram para a banda (este último a convite de Lulu), que tornaram-se a formação mais conhecida do Vimana. Com sucesso, a banda lançou, pela Som Livre, em 1977, o compacto "Zebra" / "Masquerade", além de ter gravado um LP inédito até hoje.
O grupo participou de festivais como o Banana Progressiva em 1974 e o Hollywood Rock em 1975 e fez shows em locais como o MAM, no Rio, além de tocar com Fagner, Marília Pêra, Walter Franco e Sérgio Dias, dos Mutantes.

### Chegada de Patrick Moraz e dissolução
Pouco depois, a banda conheceria Patrick Moraz (ex-Yes). O músico suíço havia iniciado sua carreira solo com um disco influenciado por música brasileira, The Story of I, no qual participaram 16 percussionistas brasileiros, e conheceu o grupo no Festival de Saquarema. Ele convidou a banda a acompanhá-lo em sua carreira solo, prometendo cachês de 20 dólares (o que foi classificado como "pirataria musical" pelos membros) e um desempenho suficiente para competir com o próprio Yes. O grupo topou a aposta e rescindiu com a Som Livre, que engavetou o primeiro disco deles.
Após quase um ano de longos e exaustivos ensaios, marcados por virtuosismo, tensões começaram a surgir entre Patrick e Lulu, pois o primeiro supostamente tinha ciúmes do carisma e presença de palco do segundo. As rusgas se acentuaram depois que Patrick descobriu a vontade de Lulu de trocar Fernando por Alphonso Johnson. Patrick tramou então trocar Lulu por seu conterrâneo Ray Gomez. Lobão entrou na disputa contra Lulu, que acabou saindo do conjunto. Neste meio tempo, o percussionista Djalma Corrêa entrou no grupo, mas algumas semanas depois, descobriu-se que Lobão estava tendo um caso com a esposa de Patrick e o baterista deixou o grupo.
Ritchie, Lobão e Lulu Santos se dedicaram a carreiras solo de grande sucesso no rock brasileiro dos anos 80. Luiz comprou um sítio em Mirantão, Visconde de Mauá, na cidade de Resende, onde passou a se dedicar à macrobiótica. Fernando tocou com Os Mutantes, Chico Buarque, Roberto Carlos, Tom Jobim, entre outros. Patrick Moraz voltou para a Europa para retomar sua carreira solo, colaborando também com o Moody Blues.

## Discografia
- (1977) "Zebra" / "Masquerade"[14]

## Integrantes

### Última formação (1977 - 1978)
- Fernando Gama: baixo (1974 - 1978)
- Luiz Paulo Simas: teclados, vocal (1974 - 1978)
- Ritchie: vocal, flauta (1975 - 1978)
- Lobão: bateria (1975 - 1978)
- Patrick Moraz: teclados (1977 - 1978)

### Ex-integrantes
- Candinho: bateria (1974 - 1975)
- Lulu Santos: vocal, guitarra (1974 - 1977)